# 광삼역
광삼역(光三驛)은 지금의 강원특별자치도 철원군 근동면에 위치했던 금강산선의 철도역이다. 금강산선 노선의 역 가운데 현재 대한민국 측에 속해 있는 마지막 역이다.

## 연혁
- 1926년 7월 10일[1] : 신촌리역(新村里驛)으로 영업 개시
- 일자 불명[2] : 광삼역으로 개칭
- 1950년 : 한국 전쟁으로 폐지